# Команда скелетов
«Команда скелетов» (англ. Skeleton Crew) — третий сборник рассказов американского писателя Стивена Кинга, опубликованный 21 июня 1985 года.

## Рассказы, вошедшие в сборник
В состав сборника вошли 18 рассказов, 2 стихотворения и 2 повести.
| № | Название                                                 | Англ. название                                      | Год  | 1-я публикация                                        |
| --- | -------------------------------------------------------- | --------------------------------------------------- | ---- | ----------------------------------------------------- |
| 1 | Туман                                                    | The Mist                                            | 1980 | Dark Forces (1980)                                    |
| Художник Дэвид Дрейтон, его сын Билли и ещё несколько жителей Бриджтона скрываются в местном супермаркете от тумана, внезапно накрывшего город, и от монстров, обитающих в этом тумане. |                                                          |                                                     |      |                                                       |
| 2 | Здесь тоже водятся тигры                                 | Here There Be Tygers                                | 1968 | Ubris (весна 1968)                                    |
| Отпросившись с урока в туалет, третьеклассник Чарльз встречает в нём тигра. |                                                          |                                                     |      |                                                       |
| 3 | Обезьяна                                                 | The Monkey                                          | 1980 | Gallery (ноя. 1980)                                   |
| Главного героя преследует игрушечная заводная обезьяна, в которую вселился злой дух — каждый раз после её игры в тарелки умирает человек. |                                                          |                                                     |      |                                                       |
| 4 | Возвратившийся Каин                                      | Cain Rose Up                                        | 1968 | Ubris (весна 1968)                                    |
| Студент Курт Гарриш, проваливший экзамен, возвращается в общежитие и достаёт из своего шкафа заряженный карабин. |                                                          |                                                     |      |                                                       |
| 5 | Короткая дорога миссис Тодд                              | Mrs. Todd’s Shortcut                                | 1984 | Redbook (май 1984)                                    |
| Дейв Оуэнс рассказывает историю жизни своего друга Хоумера Бакланда и его подруги Офелии Тодд, любительницы быстрой езды по кратчайшим маршрутам. |                                                          |                                                     |      |                                                       |
| 6 | Долгий джонт                                             | The Jaunt                                           | 1981 | The Twilight Zone Magazine (июнь 1981)                |
| Действие рассказа разворачивается в 2307 году после изобретения телепортации (джонта). В ожидании джонта на Марс командированный Марк Оутс рассказывает своим детям об изобретении «джонт-прыжков».                                                                                         |                                                          |                                                     |      |                                                       |
| 7 | Свадебный джаз                                           | The Wedding Gig                                     | 1980 | Ellery Queen’s Mystery Magazine (декабрь 1980)        |
| Действие рассказа происходит во времена «сухого закона в США». Лидер джаз-бэнда рассказывает о свадьбе Мурин Сколли (сестры чикагского гангстера Майка Сколли), на которую их пригласили выступить.                                                                                         |                                                          |                                                     |      |                                                       |
| 8 | Заклятие параноика                                       | Paranoid: A Chant                                   | 1985 | ранее не публиковалось                                |
| Стихотворение написано от лица безымянного человека, страдающего манией преследования. |                                                          |                                                     |      |                                                       |
| 9 | Плот                                                     | The Raft                                            | 1982 | Gallery (ноябрь 1982)                                 |
| Два парня и две девушки, отправившиеся к озеру на отдых, пытаются спастись от плотоядного чёрного пятна, находясь на небольшом деревянном плоту посреди озера. |                                                          |                                                     |      |                                                       |
| 10 | Всемогущий текст-процессор                               | Word Processor of the Gods                          | 1983 | Playboy (январь 1983)                                 |
| Ричард Хагстром получает на день рождения подарок от своего ранее погибшего племянника — самодельный текст-процессор, который оказывается наделён даром управлять реальностью. |                                                          |                                                     |      |                                                       |
| 11 | Человек, который не пожимал рук                          | The Man Who Would Not Shake Hands                   | 1981 | Shadows 4 (1981)                                      |
| Джордж Грегсон и трое его друзей приглашают сыграть в покер незнакомца по имени Генри Брауэр, который по неизвестной причине отказывается пожимать руки. |                                                          |                                                     |      |                                                       |
| 12 | Пляж                                                     | Beachworld                                          | 1984 | Weird Tales (осень 1984)                              |
| Действие рассказа происходит примерно в 8000 году. Два члена экипажа космического корабля (Рэнд и Шапиро) совершают аварийную посадку на неизвестной планете, полностью состоящей из песка.                                                                                                 |                                                          |                                                     |      |                                                       |
| 13 | Отражение                                                | The Reaper’s Image                                  | 1969 | Startling Mystery Stories (весна 1969)                |
| Коллекционер Джонсон Спрэнглер решает купить у местного музея легендарное зеркало Делвера. Смотритель музея в ответ рассказывает Спрэнглеру историю этого зеркала — все, кто посмотрел в это зеркало, бесследно исчезли, а в самом зеркале появляется отражение загадочного Мрачного Жнеца. |                                                          |                                                     |      |                                                       |
| 14 | Нона                                                     | Nona                                                | 1978 | Shadows (1978)                                        |
| Неназванный заключённый тюрьмы рассказывает о своей встрече с девушкой по имени Нона, которая постепенно начала управлять его подсознанием. |                                                          |                                                     |      |                                                       |
| 15 | Оуэну                                                    | For Owen                                            | 1985 | ранее не публиковалось                                |
| Отец провожает своего сына в школу, а мальчик фантазирует, что все его одноклассники — фрукты. |                                                          |                                                     |      |                                                       |
| 16 | Тот, кто хочет выжить                                    | Survivor Type                                       | 1982 | Terrors (1982)                                        |
| Рассказ представляет собой дневник хирурга и нарко-контрабандиста Ричарда Пайна, который после кораблекрушения оказывается на необитаемом острове в Тихом океане и постепенно (из-за отсутствия еды) начинает поедать самого себя.                                                          |                                                          |                                                     |      |                                                       |
| 17 | Грузовик дяди Отто                                       | Uncle Otto’s Truck                                  | 1983 | Yankee (окт. 1983)                                    |
| Племянник Отто Шенка рассказывает историю красного грузовика марки «Cresswell», который начал преследовать его дядю после того, как он при помощи этого грузовика убил своего бизнес-партнёра.                                                                                              |                                                          |                                                     |      |                                                       |
| 18 | Утренняя доставка (Молочник №1)                          | Morning Deliveries (Milkman #1)                     | 1985 | ранее не публиковался                                 |
| Рассказ представляет собой начало утреннего маршрута молочника Спайка Миллигана, оставляющего своим клиентам страшные «сюрпризы». |                                                          |                                                     |      |                                                       |
| 19 | Большие колёса: Забавы парней из прачечной (Молочник №2) | Big Wheels: A Tale of the Laundry Game (Milkman #2) | 1980 | New Terrors (1980)                                    |
| Работники прачечной Рокки и Лео, которых преследует молочник-убийца Спайк Миллиган, пытаются сбежать из города. |                                                          |                                                     |      |                                                       |
| 20 | Бабуля                                                   | Gramma                                              | 1984 | Weirdbook (весна 1984)                                |
| 11-летний Джордж Брукнер вынужден присматривать за своей умирающей бабушкой, которая оказывается ведьмой, решившей перед смертью передать свой дар внуку. |                                                          |                                                     |      |                                                       |
| 21 | Баллада о гибкой пуле                                    | The Ballad of the Flexible Bullet                   | 1984 | The Magazine of Fantasy & Science Fiction (июнь 1984) |
| Редактор журнала Генри Уилсон и писатель Рег Торп обнаруживают, что в их пишущих машинках живёт форнит — волшебное существо, помогающее сочинять. |                                                          |                                                     |      |                                                       |
| 22 | Протока                                                  | The Reach                                           | 1981 | Yankee (ноябрь 1981)                                  |
| Пожилая женщина Стелла Фландерс, никогда не покидавшая остров, решает выполнить просьбу своего покойного мужа и пройтись с острова на материк по впервые замёрзшей протоке. |                                                          |                                                     |      |                                                       |

## Публикация
Сборник «Команда скелетов» был впервые опубликован издательством «Putnam» в июне 1985 года.
В октябре 1985 года независимое издательство «Scream Press» опубликовало специальное издание сборника ограниченным тиражом в 1000 экземпляров с иллюстрациями Дж. К. Поттера (англ. J. K. Potter), также включающее дополнительный рассказ «Откровения Бекки Полсон», до этого напечатанный в журнале «Rolling Stone» в номере от 19 июля—2 августа 1984 года. Впоследствии этот рассказ в существенно переработанном виде был включён в роман «Томминокеры».
Издание «Scream Press» шло с футляром, было пронумеровано и подписано Кингом и Поттером, и оказалось распроданным ещё до публикации (стоимость — $ 75). По данным «Publishers Weekly», по итогам 1980-х годов сборник был продан тиражом в 720 000 экземпляров.

## Издания на русском языке
- Впервые сборник был издан на русском языке в 1996 году харьковским издательством «Дельта». В сборник не вошли два рассказа — «Утренняя доставка (Молочник №1)» и «Большие колёса: Забавы парней из прачечной (Молочник №2)». Все остальные рассказы, а также «Введение» и «Примечания автора», были включены в сборник. Переводил сборник О. Н. Рудавин[4].
- С 1997 года сборник многократно издавался «АСТ» в разных сериях как полностью, так и частично. В некоторых изданиях сборника не было «Введения» («Авторское предисловие») и «Примечаний автора» («От автора») в переводе Д. В. Вебера[5][6]. При этом в сборник в мягком переплёте «Последняя перекладина» от «АСТ» (все в переводе А. И. Корженевского), кроме повести «Туман» и рассказов «Короткая дорога миссис Тодд», «Всемогущий текст-процессор» и «Долгий джонт», был включён рассказ из сборника «Ночная смена» — «Последняя перекладина»[7].

## Награды и номинации
В 1986 году сборник завоевал премию «Локус» в номинации «Лучший сборник». В том же году сборник номинировался на премию «World Fantasy» и занял пятое место в номинации «Лучший сборник/антология».

## Экранизации

### Сериалы
- 8 серия 1 сезона телесериала «Истории с темной стороны» (1984) — экранизация рассказа «Всемогущий текст-процессор».
- 18 (175) серия 1 сезона телесериала «Сумеречная зона» (1986) — экранизация рассказа «Бабуля».
- 15 серия 3 сезона телесериала «За гранью возможного» (1997) — экранизация рассказа «Откровения Бекки Полсон».

### Кинофильмы
- «Дар дьявола» (1984) — экранизация рассказа «Обезьяна».
- Вторая новелла в фильме «Калейдоскоп ужасов 2» (1987) — экранизация рассказа «Плот».
- Короткометражный фильм Джея Холбена (англ. Jay Holben) «Паранойя» (2000) — экранизация стихотворения «Заклятие параноика».
- «Мгла» (2007) — экранизация повести «Туман». Также компанией «Mindscape Software» была создана одноимённая компьютерная игра по фильму, а в 1986 году компанией «Simon & Schuster» была выпущенная одноимённая аудиокнига (90 минут, многоголосое озвучивание).
- «Обезьяна» (2025) — экранизация рассказа «Обезьяна».